# Doña Francisquita (película de 1934)
Doña Francisquita es una película española de 1934 dirigida por Hans Behrendt. Está basada en la zarzuela homónima con libreto de Federico Romero Sarachaga y Guillermo Fernández-Shaw, que a su vez se basa en la comedia La discreta enamorada de Félix Lope de Vega, con música del maestro Amadeo Vives y la supervisión de José Giner Vives.

## Sinopsis
Francisquita ama en secreto a Fernando, pero éste se ha enamorado de Aurora, una madrileña castiza acostumbrada a coquetear con todos los hombres. Cardona amigo de Fernando decide ayudar a Francisquita, aun a riesgo de enredarlo todo.

## Reparto
- Raquel Rodrigo
- Antonio Palacios
- Matilde Vázquez
- Manuel Vico
- Fernando Cortés
- Felix de Pomés
- Antonia Arévalo
- Issa Halma
- Asunción Saez
- Antonio Zaballos
- Andrés Carranque de Ríos
- Francisco Cejuela
- Antonio Arévalo
- Francisco Cejuela
- Arthur Duarte